# ناجا بحرنشر
ناجا بحرنشر (انگلیسی: Naja Bahrenscheer؛ زادهٔ ۳ سپتامبر ۱۹۹۶) بازیکن فوتبال اهل دانمارک است.
وی همچنین در تیم‌های ملی فوتبال Denmark women's national under-17 football team, Denmark women's national under-19 football team، زنان دانمارک، و زنان دانمارک، بازی کرده‌است.